# Agares

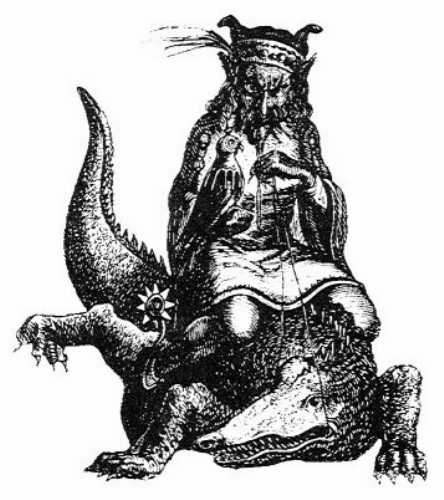
Dictionnaire Infernal, 1863

Agares také Agarat, Agaros, či Agarus je jeden z démonů popisovaných v grimoárech.

## Popis
Agares je v grimoárech Livre des Esperitz, Pseudomonarchia Daemonum, Lemegeton a Dictionnaire Infernal popisován jako vévoda pekla, vládnoucí východu. Zobrazuje se jako starý muž jedoucí na krokodýlu a jestřábem na ruce. Učí jazyky a je schopen zničit důstojnost, a způsobuje zemětřesení. Vládne 31 legiím démonů a někdy se uvádí 36.
Je spojen s 5-9 stupněm Berana, 25. - 29. březnem, v tarotu s dvěma holemi, krvavou barvou, s hvozdíkem, Marsem či Merkurem, mědí, s živlem vzduchu či ohně a tygrem.